# Krisélia
Krisélia är en ort i Grekland.   Den ligger i prefekturen Nomós Ártas och regionen Epirus, i den centrala delen av landet, 260 km nordväst om huvudstaden Aten. Krisélia ligger 593 meter över havet och antalet invånare är 124.
Terrängen runt Krisélia är kuperad åt nordväst, men åt sydost är den bergig.Runt Krisélia är det glesbefolkat, med 11 invånare per kvadratkilometer. Närmaste större samhälle är Péta, 17,9 km sydväst om Krisélia. I omgivningarna runt Krisélia växer i huvudsak blandskog.